# Панкратов, Владимир Васильевич
Владимир Васильевич Панкратов (24 июля 1930 — 16 ноября 2006) — советский российский юрист, учёный-криминолог, кандидат юридических наук.

## Биография
Родился в г. Ростове-на-Дону, куда его родители в 1930 г. вернулись из г. Ленинграда для продолжения службы. В годы Великой Отечественной войны с матерью был эвакуирован в г. Кутаиси Грузинской ССР (1941 г.), потом в г. Ереван Армянской ССР (1942—1944 г.г.). После возвращения из эвакуации в 1949 году окончил ростовскую мужскую среднюю школу № 39 (одноклассник - Михаил Матвеевич Бабаев) [где?] и в том же году поступил на юридический факультет Ростовского государственного университета им. В. М. Молотова по специальности «юридические науки» (однокашники - Марат Викторович Баглай, Александр Евгеньевич Бовин, Юрий Григорьевич Спичак). Трудовую деятельность начал в августе 1954 году, став помощником прокурора Неклиновского района Ростовской области. С 1963 по 1965 год обучался в аспирантуре Всесоюзного института по изучению причин и разработке мер предупреждения преступности Прокуратуры Союза ССР. В 1969 году защитил кандидатскую диссертацию по специальности 718 — криминология (1969 г). Тема диссертации — «Методология и методика криминологических исследований». Диссертация вошла в тройку первых, защищенных в СССР на соискание степени кандидата юридических наук по специальности «Криминология». (Постановлением от 27 августа 1965 г. № 253 Государственный комитет Совета Министров СССР по координации научно-исследовательских работ дополнил Номенклатуру специальностей научных работников двумя новыми юридическими специальностями: 718 Криминология. 719 Хозяйственное право).
Стоял у истоков современной отечественной криминологии (детерминистический этап) и современной отечественной ювенальной юстиции. Основные исследования посвящены изучению причин преступности, криминологическому прогнозированию и девиантному поведению несовершеннолетних. Разработчик концепции государственной политики предупреждения преступности несовершеннолетних, автор ряда модульных программ по этой тематике. Докладчик от СССР на VII конгрессе ООН по предупреждению преступности и обращению с правонарушителями (Милан, Италия, август-сентябрь 1985 г.). 
Под его руководством разрабатывались такие научные направления, как теория ювенальной юстиции, концепция государственной политики предупреждения преступности несовершеннолетних, модельные программы  предупреждения преступности несовершеннолетних, теория защиты несовершеннолетних в основных сферах жизнедеятельности.
Имеет свыше 200 публикаций. Классический труд — монография «Методология и методика криминологических исследований» (1972 г.). Всерьёз изучал антропологическое направление в криминологии.
Работал в прокуратуре Ростовской области (1954—1957 годы и 1963 г.), в Ростовской Научно-исследовательской криминалистической лаборатории Министерства юстиции РСФСР (1957—1963 годы), Всесоюзном институте по изучению причин и разработке мер предупреждения преступности Прокуратуры Союза ССР (1965—1971 и 1974—1991 годы), Всесоюзном научно-исследовательском институте судебных экспертиз Министерства юстиции СССР (1971—1974 годы), Научно-исследовательском институте проблем укрепления законности и правопорядка при Генеральной прокуратуре Российской федерации (1991—2005 г.г.). С января 2005 г. на пенсии.
Умер в г. Москве, где проживал с 1963 года. Похоронен на Останкинском кладбище.

### Семья
Мать — Фаина (Феодосия) Герасимовна Панкратова, урождённая Лукина (? — 1945 г.). После окончания пединститута преподавала в школе историю. В 1942—1945 годах работала секретарём военного трибунала пограничных войск НКВД СССР Армянского округа, затем военного трибунала Северо-Кавказского военного округа. Отец — Василий Васильевич Панкратов (1901—1936), участник Гражданской войны, начальник Оперативного сектора Управления НКВД СССР по Азово-Черноморскому краю. После смерти матери (август 1945 г.) принят в семью Татьяны Герасимовны Лукиной и Василия Филипповича Савицкого. Первый брак (1955 г.) — Нелли Васильевна Доценко, (1929—1994). Повторный брак (1969 г.) — Екатерина Ивановна Григорьева, урождённая Куликова, (1940—2003 г.г.), член Творческого союза художников России, заслуженная художница Российской Федерации (1996). Дети — Владимир (1956 г.), Василий (1970 г.). Внуки — Анастасия (1983 г.), Виктор (1995 г.), Екатерина (2005 г.), Елизавета (2007 г.).

## Общественная деятельность
- Всесоюзный Ленинский коммунистический союз молодёжи, член бюро Неклиновского районного комитета ВЛКСМ (1955—1957 г.г.). Коммунистическая партия Советского Союза (1957—1991 годы).
- Научный совет «Кибернетика» Академии наук СССР, председатель комиссии «Кибернетика и криминология» секции «Кибернетика и право» (1975—1980 г.).
- Советская социологическая ассоциация, представитель Советской социологической ассоциации во Всемирной социологической ассоциации (1976—1980 г.).
- Рабочая группа при Верховном Совете СССР по выработке Закона «Об основах уголовного законодательства СССР» (1990—1991 г.г.)[5]. Учёный совет Научно-исследовательского института проблем укрепления законности и правопорядка при Генеральной прокуратуре РФ (1995 г.). Межведомственная комиссия по делам несовершеннолетних при Правительстве Российской Федерации (1997—2001 г.г.)[6][7].

## Чины, награды, звания
Старший советник юстиции (1989 г.). Медаль «Ветеран труда» (трудовой стаж 50 лет 5 мес. и 23 дня). Медаль «К 100-летию М. А. Шолохова» (2005). Почётный работник прокуратуры Российской Федерации (1993 г.).